# محمد المفتي
محمد المفتي (11 سبتمبر 1943) جراح وكاتب ليبي وباحث في التاريخ الإجتماعي السياسي الليبي الحديث ورسام، كتب في تاريخ الطب والعلوم والهوية الوطنية، ومرشح سابق لرئاسة الحكومة المؤقتة الليبية سنة 2012.

## سيرته
ولد في مدينة درنة سنة 1943 وانتقل مع العائلة إلى مدينة بنغازي ودرس الإبتدائية في مدرسة الأمير، وأتم دراسته الثانوية سنة 1960. تخرج من مدرسة طب ليدز سنة 1968، وعمل في بريطانيا بما في ذلك سنوات كباحث في جراحة القلب. رجع بعدها إلى ليبيا وتعرض للسجن كسياسي معارض لمدة 11 عاما في عهد القذافي عقب الثورة الثقافية (ليبيا).

## مؤلفاته

### كتب في تاريخ الطب والعلوم
- العين والأنامل : ملامح المنهج والممارسة الطبية في عصر النهضة العربية الإسلامية. الدار الجماهرية، 1992.
- توطين العلم والتقنية : الطموح والواقع. الهيئة القومية للبحث العلمي، 2003.
- توطين العلم.. أولا: المشروع النهضوي العربي في مواجهة تاريخ العلم الحديث. مجلس تنمية الإبداع الثقافي، 2004.
- أعاصير الفـنــاء الصامتة: الأبعاد التاريخية والإجتماعية للأوبئة. مع تحقيق مقالة الطبيب الأندلسي ابن خاتمة عن طاعون القرن الرابع عشر، والتى لم يسبق نشرها. الهيئة القومية للبحث العلمي، 2005.

### كتب عن التاريخ الإجتماعي الليبي
- هدرزة في بنغازي: هوية المكان الجميل. مجلة المؤتمر، 2004.
- سهاري درنة: التاريخ الاجتماعي للمدينة. الطبعة الثانية، 2008.